# Acyphoderes dehiscens
Acyphoderes dehiscens är en skalbaggsart som beskrevs av Chemsak 1997. Acyphoderes dehiscens ingår i släktet Acyphoderes och familjen långhorningar.
Artens utbredningsområde är El Salvador. Inga underarter finns listade i Catalogue of Life.